# Менкен, Алан
Алан Ирвин Менкен (англ. Alan Irwin Menken; родился 22 июля 1949, Нью-Рошелл, Нью-Йорк, США) — американский композитор, автор песен, дирижёр и музыкальный продюсер. Менкен наиболее известен своей музыкой и песнями к мультфильмам, снятыми Walt Disney Animation Studios. Его музыка и песни для мультфильмов «Русалочка» (1989), «Красавица и Чудовище» (1991), «Аладдин» (1992) и «Покахонтас» (1995) принесли ему две премии Оскар.
Также он написал музыку для мультипликационных и художественных фильмов «Магазинчик ужасов» (1986) и «Продавцы новостей» (1992), «Горбун из Нотр-Дама» (1996), «Геркулес» (1997), «Не бей копытом» (2004), «Зачарованная» (2007), «Рапунцель: Запутанная история» (2010) и других. Его награды включают восемь премий «Оскар», премию «Тони», одиннадцать премий «Грэмми» и семь премий «Золотой глобус».
Он также известен своей работой в музыкальном театре на Бродвее и в других местах. Некоторые из его хитов основаны на его фильмах Walt Disney Animation Studios, но и другие его сценические хиты сделаны по мотивам «Магазинчик ужасов» (1982), «Рождественская песнь» (1994) и «Действуй, сестра» (2009).
Менкен сотрудничал с такими авторами, как Линн Аренс, Ховард Эшман, Джек Фельдман, Тим Райс, Гленн Слейтер, Стивен Шварц и Дэвид Зиппель. Менкен, получивший восемь наград «Оскар», является вторым по результативности обладателем «Оскара» в музыкальных категориях после Альфреда Ньюмана, у которого 9 Оскаров. Среди его наград также «Дневная премия «Эмми» и множество наград меньшей значимости. Менкен входит в группу людей, получивших Оскар», «Эмми», «Грэмми» и «Тони».

## Ранние годы
Алан Ирвин Менкен родился 22 июля 1949 года во Французской больнице в Манхэттене в семье Джудит и Нормана Менкен. Его отец был дантистом, но кроме того был музыкантом-любителем и умел играть на пианино в стиле буги-вуги, а мать была актрисой, танцовщицей и драматургом. Его семья еврейского происхождения. Менкен проявил интерес к музыке в раннем возрасте, брал уроки игры на фортепиано и скрипке. Он начал сочинять также в раннем возрасте. В девять лет на Конкурсе юных композиторов Нью-Йоркской федерации музыкальных клубов его оригинальная композиция «Bouree» была оценена судьями как «Превосходная» и «Отличная».
Он учился в Средней школе Нью-Рошелл в Нью-Рошелл, штат Нью-Йорк, окончил её в 1967 году. Менкен вспоминает: «Я сочинял свои собственные фуги Баха и сонаты Бетховена, потому что мне наскучило фортепиано, и я не хотел заниматься; поэтому я уходил по тангенсам». Затем он поступил в Нью-Йоркский университет. В 1971 году он окончил университетскую школу им. Стейнхардта по специальности музыковедения. Менкен вспоминал: «Сначала я был подготовлен к профессии медика. Я думал, что стану стоматологом, как мой отец. Наконец, я получил степень в области музыки, но меня не интересовало музыковедение. Так было до тех пор, пока я не присоединился к BMI Workshop … под руководством Лемана Энджела, и я вошёл в комнату с другими композиторами которых я знал.». Менкен отметил, что «До колледжа я писал песни, чтобы осуществить свою мечту стать следующим Бобом Диланом. (я сочинял) Много гитарных песен — до этого я сочинял на фортепиано». После колледжа он посетил BMI Lehman Engel Musical Theatre Workshop.

## Карьера

### Начало карьеры
По окончании учёбы Менкен планировал стать рок-звездой или хотя бы записаться в студии. Его интерес к написанию мюзиклов возрос, когда он присоединился к Musical Theatre Workshop Broadcast Music, Inc. (BMI) под руководством Лемана Энджела. С 1974 по 1978 год он демонстрировал различные работы семинара BMI, такие как Midnight, Apartment House (слова Мюриэля Робинсона), Conversations with Pierre, Harry the Rat и Messiah on Mott Street (слова Дэвида Зиппеля).
По словам Менкена, в этот период он «работал аккомпаниатором для балета и современного танца, музыкальным руководителем клубных выступлений, автором джинглов, аранжировщиком, автором песен для „Улицы Сезам“ и тренером по вокалу». Он исполнял свой материал в таких клубах, как The Ballroom, Reno Sweeny и Tramps.
В 1976 году Джон Уилсон сообщил для The New York Times, что участники BMI Workshop Энджеля начали выступать в рамках серии «Бродвей в бальном зале»: «В программе открытия семинара … участвовали Мори Йестон и Алан Менкен, оба играющие на своих фортепиано. Аккомпанемент и исполнение песен, которые они написали для потенциальных мюзиклов». Уилсон рассказал о выступлении в Бальном зале 1977 года, где Менкен аккомпанировал певцу: «В современном мире кабаре аккомпаниатор не должен просто играть на фортепиано для певца. Все чаще и чаще можно услышать, как пианисты присоединяются к вокалу, гармонизируя с певцом, создавая фон из криков и восклицаний или даже делая короткие отрывки для сольного пения».
Менкен предоставил материалы для таких ревю, как New York’s Back in Town, Big Apple Country, The Present Tense (1977), Real Life Funnies (Офф-Бродвей, 1981), Diamonds (Офф-Бродвей, 1984), и Personals (Офф-Офф-Бродвей, 1985). Его ревю Patch, Patch, Patch вышло в 1979 году в West Bank Cafe в Нью-Йорке с участием Чипа Цина. Рецензент The New York Times Мел Гуссоу написал: «Заглавная песня … относится к жизненному проходу. По словам Алана Менкена … после 30 лет это спусковое погружение».
Менкен написал программы нескольких шоу, которые не были показаны публике, в том числе Atina, Evil Queen of the Galaxy (1980), на слова Стива Брауна. Он также написал The Thorn на слова Брауна, который был заказан Дивайном в 1980 году. Это была пародия на фильм «Роза», но они не смогли собрать деньги на его производство. Он сотрудничал с Ховардом Эшманом в незавершённом мюзикле под названием Babe (c. 1981), с Томом Айеном в Kicks: The Showgirl Musical (1984), и с Дэвидом Роджерсом в The Dream in Royal Street (c. 1981), который был экранизацией пьесы «Сон в летнюю ночь». Менкен написал музыку к фильму «Линия» (1980) режиссёра Роберта Дж. Сигеля.

### Годы прорыва
Менкен, наконец, добился успеха как композитор, когда драматург Ховард Эшман выбрал его и Энджела для написания музыки для своей музыкальной адаптации романа Курта Воннегута «Дай вам Бог здоровья, мистер Розуотер». Мюзикл открылся в 1979 году в WPA Theater и получил отличные отзывы и скромные кассовые сборы. Через несколько месяцев он был переведён в Off-Broadway Entermedia Theater, где работал ещё шесть недель.
Менкен и Эшман написали свой следующий мюзикл «Магазинчик ужасов» для состава из 9 исполнителей, включая кукольника. Этот мюзикл основан на чёрной комедии 1960 года «Магазинчик ужасов». Он открылся в WPA Theater в 1982 году и получил тёплые отзывы. Он переехал в Off Broadway Orpheum Theater в Ист-Виллидж, штат Манхэттен, где работал пять лет. Мюзикл установил рекорд по кассовым сборам для самого кассового шоу Офф-Бродвей всех времён. Он гастролировал по всему миру, завоевал театральные премии и был адаптирован в качестве музыкального фильма 1986 года с Риком Моранисом в главной роли, которая принесла Менкену и Эшману первую номинацию на Оскар за песню «Mean Green Mother From Outer Space» За свою работу в музыкальном театре он был награждён премией BMI за карьерные достижения в 1983 году.
В 1987 году адаптация Менкена и лирика Дэвида Спенсера «Ученичество Дадди Кравица», основанная на одноимённом романе 1959 года была произведена в Филадельфии. После значительных переписываний он был выпущен в 2015 году в Монреале. В 1992 году WPA Theatre выпустил Weird Romance Менкена, также на слова Спенсера. Мюзикл Менкена, основанный на повести Чарльза Диккенса «Рождественская песнь» на слова Линн Аренс и либретто Майка Окрента, дебютировал в театре Paramount в Мэдисон-Сквер-Гарден в 1994 году. Шоу оказалось успешным и стало ежегодным праздничным мероприятием в Нью-Йорке.

### Ренессанс Диснея и более поздние фильмы
Благодаря успеху фильма «Магазинчик ужасов» Менкен и Эшман были наняты Walt Disney Studios для написания музыки к «Русалочке» (1989). Задача состояла в том, чтобы создать музыкальный анимационный фильм по сказке Ганса Христиана Андерсена, который можно было бы разместить рядом с диснеевскими фильмами «Белоснежка и семь гномов» и «Золушка». «Русалочка» открылась для критического и коммерческого успеха и знаменовала новую эру Диснея, названную Ренессансом Диснея. Фильм принёс им первую премию Оскар: лучшая песня за песню «Under the Sea». Менкен также получил Оскар 1989 года за лучшую музыку к фильму.
«Красавица и Чудовище» Менкена и Эшмана были трижды номинированы на Оскар 1991 года в категории «Лучшая песня» и выиграли за заглавную песню. Менкен получил ещё один Оскар за лучшую музыку к фильму. Эти двое работали над «Аладдином» во время смерти Эшмана в 1991 году. Впоследствии Менкен сотрудничал с Тимом Райсом, чтобы закончить песни для фильма. В 1992 году фильм получил Оскар за лучшую песню: «A Whole New World». Менкен также получил Оскар за лучшую музыку к фильму. Музыкальный фильм Менкена «Продавцы новостей» на слова Джека Фельдмана был выпущен в 1992 году.
Затем последовали ещё три анимационных музыкальных фильма. Менкен сотрудничал со Стивеном Шварцем для «Покахонтас», за которую они оба получили два Оскара: «Лучшая песня» и «Лучшая музыка к музыкальному или комедийному фильму». В 1996 году та же музыкальная команда создала песни и Менкен музыку к фильму «Горбун из Нотр-Дама». В 1997 году Менкен воссоединился со своим ранним сотрудником Дэвидом Зиппелем для своего последнего фильма той эпохи, «Геркулеса».
Менкен также написал музыку для фильма Майкла Джея Фокса «Жизнь с Майки» (1993), праздничного фильма «Ноэль» (2004) и «Белоснежка: Месть гномов» (2012). Среди других его саундтреков к фильмам Disney включают «Не бей копытом» (2004), римейк Тима Аллена «Лохматый папа» (2006), «Зачарованная» (2007) и «Рапунцель: Запутанная история» (2010).
В марте 2017 года Disney выпустила адаптацию с живым действием фильма «Красавица и чудовище» снятой Биллом Кондоном с песнями из фильма 1991 года и новым материалом Менкена и Райса. Менкен сотрудничал с Бенджем Пасеком и Джастином Полом в написании новых песен для живой версии 2019 года «Аладдина», снятой Гаем Ричи.
Менкен также работает над новой музыкой для киноадаптации с живым действием «Русалочки» снятой Робом Маршаллом с давним поклонником «Русалочки» Лин-Мануэлем Мирандой, которого Менкен знал с детства, поскольку Миранда ходил в ту же школу, что и племянница Менкена. Менкен также вернулся для работы со Стивеном Шварцем для написания новых песен для фильма «Зачарованная 2», сиквела «Зачарованной», и вернётся для ремейка «Горбуна из Нотр-Дама», для которого Менкен также сочтёт музыку. Менкен также работает вместе с бывшим креативным директором Disney Джоном Лассетером над проектом Skydance Animation. 20 мая было объявлено, что проект Вики Дженсон называется «Spellbound». Менкен будет соавтором песен для «Spellbound» вместе с Гленном Слейтером, с которым он работал в «Не бей копытом» и «Рапунцель: Запутанная история». Сообщается, что Менкен также работает над продолжением «Аладдина».
С восьмью премиями Оскар только композитор Альфред Ньюман (девять побед) и Уолт Дисней (22 победы) получили больше Оскаров, чем Менкен. Он делит третье место с покойным художником по костюмам Эдит Хэд и в настоящее время является рекордсменом по количеству побед среди живого человека.

### Возвращение в музыкальный театр
Менкен дебютировал на Бродвее с музыкальной театральной адаптацией «Красавица и Чудовище», которая открылась в 1994 году и длилась 13 лет до закрытия в 2007 году. В 1997 году он сотрудничал с лириком Тимом Райсом в мюзикле «Царь Давид», основанном на библейском персонаже, который был показан в концертной версии на Бродвее в The New Amsterdam Theatre. «Магазинчик ужасов» играл на Бродвее с 2003 по 2004 год.
Затем он создал сценическую адаптацию «Русалочки», которая играла на Бродвее с 2008 по 2009 год и за которую он был номинирован на премию «Тони» за лучшую музыку. Премьера сценической адаптации Менкена «Действуй, сестра» состоялась в Лондоне в 2009 году и открылась на Бродвее в 2011 году. Он был номинирован на ещё одну премию «Тони» за лучшую музыку. Менкен получил звезду на Голливудской «Аллее славы» в 2010 году. В декабре 2010 года он был гостем на викторине NPR «Wait Wait... Don't Tell Me!».
В 2012 году Менкен получил премию «Тони» за лучшую музыку за свою музыкальную адаптацию «Продавцов новостей», который шёл до 2014 года. Он также написал музыку к «Силе веры», который ненадолго шёл на Бродвее в 2012 году. Его сценическая адаптация «Аладдина» открылась на Бродвее в 2014 году, что принесло ему ещё одну «Тони» номинацию за лучшую музыку. В 2013 году он был гостем на ежегодном Молодёжном театральном фестивале в Атланте, штат Джорджия, и был удостоен премии Молодёжного театрального фестиваля. Он дал там концерт, включая музыку, вырезанную из различных постановок, рассказывая о своём творческом процессе.
Сценическая адаптация Менкена «Горбуна из Нотр-Дама» сыграла в театре La Jolla Playhouse, Калифорния, в 2014 году. «Ученичество Дадди Крэвица» был возрождён в Монреале в 2015 году, а в 2016 году в Paper Mill Playhouse играла «Бронксская повесть». Менкен в настоящее время работает над сценическими музыкальными адаптациями «Ночь в музее» и «Скотный двор».
По состоянию на 2014 год Менкен сочинял новый мюзикл по фильму 1994 года «Коррина, Коррина» на слова Брайана Йоркея и либретто Джесси Нельсона (сценариста фильма) для певицы/актрисы Одры Макдональд. В 2019 году Менкен воссоединяется со своими создателями «Продавцов новостей» Джеком Фельдманом и Харви Файерстином, чтобы разработать новый мюзикл под названием «Greetings from Niagara Falls». Чтения проводились в январе 2019 года; однако в настоящее время нет информации о планах на будущее по проекту.

### Телевизионная работа
С 1989 по 1990 год Менкен и Ховард Эшман писали песни для популярного кукольного телешоу «Улица Сезам». В 2008 году Менкен сказал, что его работа над «Улицей Сезам» была «жалкими деньгами, но все же имела некоторый престиж. Она была в эфире, и [он] получал некоторые гонорары». Дуэт также написал песню под названием «Wonderful Ways to Say No» для анимационного фильма «Герои мультфильмов приходят на помощь» 1990 года, посвящённого борьбе с наркотиками.
В 2015 году Менкен стал соавтором музыки к музыкальному телесериалу «Галавант» вместе с Кристофером Леннерцем, воссоединив его со сценаристом «Рапунцель: Запутанная история» Дэном Фогельманом. Менкен также написал песни для сериала вместе с Гленном Слейтером. Сериал длился два сезона, первый показ состоялся 4 января 2015 года, а последний — 31 января 2016 года. В 2017 году Менкен и Слейтер вернулись, чтобы написать песни для мультсериала «Рапунцель: Новая история», действие которого происходит после событий «Рапунцель: Запутанная история». Сериал завершился в 2020 году после трёх сезонов. 26 июля 2020 года Менкен и Слейтер выиграли дневную премию «Эмми» за «оригинальную песню в детской, молодёжной или анимационной программе» за песню под названием «Waiting in the Wings».
В настоящее время Менкен пишет песни для сериала приквела/спин-оффа «Красавицы и Чудовища» 2017 года под названием «Маленький городок», который будет сосредоточен на Гастоне и ЛеФу. Сериал выйдет на стриминговом сервисе Disney Disney+ Менкен также будет исполнительным продюсером сериала. В феврале 2022 года сообщалось, что сериал пока не будет развиваться.

## Личная жизнь
Менкен познакомился с артисткой балета Дженис Росвик во время работы с Downtown Ballet Company. Они женаты с ноября 1972 года и живут в Северном Салеме, штат Нью-Йорк. У них есть две дочери, Анна Менкен и Нора Менкен.

## Фильмография

### Кино
| Год  | Название                              | Режиссёр(ы)                  | Работа     | Работа      | Работа               | Примечания |
| Год  | Название                              | Режиссёр(ы)                  | Композитор | Автор песен | Музыкальный продюсер | Примечания |
| ---- | ------------------------------------- | ---------------------------- | ---------- | ----------- | -------------------- | --- |
| 1972 | Жизнь танцора                         | Уильям Ричерт                | Нет        | Нет         | Нет                  | Документальный фильм; в роли самого себя |
| 1986 | Магазинчик ужасов                     | Фрэнк Оз                     | Нет        | Да          | Нет                  | Соавтор песен с Ховардом Эшманом |
| 1988 | Кто подставил кролика Роджера         | Роберт Земекис               | Нет        | Да          | Нет                  | Соавтор песни «This Only Happens in the Movies» для непроизведенного приквела                                                                                            |
| 1989 | Русалочка                             | Рон Клементс Джон Маскер     | Да         | Да          | Да                   | Соавтор песен с Ховардом Эшманом |
| 1990 | Рокки V                               | Джон Г. Эвилдсен             | Нет        | Да          | Нет                  | Соавтор песни «Measure of a Man» с Элтоном Джоном и Тимом Райсом |
| 1991 | Красавица и Чудовище                  | Гари Труздейл Кирк Уайз      | Да         | Да          | Да                   | Соавтор песен с Ховардом Эшманом |
| 1992 | Продавцы новостей                     | Кенни Ортега                 | Нет        | Да          | Нет                  | Соавтор песен с Джеком Фельдманом |
| 1992 | Один дома 2: Потерявшийся в Нью-Йорке | Крис Коламбус                | Нет        | Да          | Нет                  | Соавтор песни «My Christmas Tree», вместе с Джеком Фельдманом |
| 1992 | Аладдин                               | Рон Клементс Джон Маскер     | Да         | Да          | Да                   | Соавтор песен с Ховардом Эшманом и Тимом Райсом |
| 1993 | Жизнь с Майки                         | Джеймс Лэпин                 | Да         | Нет         | Нет                  | |
| 1995 | Покахонтас                            | Марк Гэбриел Эрик Голдберг   | Да         | Да          | Да                   | Соавтор песен с Стивеном Шварцом |
| 1996 | Горбун из Нотр-Дама                   | Гари Труздейл Кирк Уайз      | Да         | Да          | Да                   | Соавтор песен с Стивеном Шварцом; вокалист Феба де Шатопера в удалённых песнях «In a Place of Miracles» и «As Long as There’s a Moon»                                    |
| 1997 | Геркулес                              | Рон Клементс Джон Маскер     | Да         | Да          | Да                   | Соавтор песен с Дэвидом Зиппелем |
| 2004 | Не бей копытом                        | Уилл Финн Джон Сэнфорд       | Да         | Да          | Нет                  | Соавтор песен с Гленном Слейтером |
| 2004 | Ноэль                                 | Чезз Палминтери              | Да         | Нет         | Да                   | |
| 2006 | Лохматый папа                         | Брайан Роббинс               | Да         | Нет         | Нет                  | |
| 2007 | Зачарованная                          | Кевин Лима                   | Да         | Да          | Нет                  | Соавтор песен с Стивеном Шварцом |
| 2010 | Рапунцель: Запутанная история         | Байрон Ховард Натан Грено    | Да         | Да          | Да                   | Соавтор песен с Гленном Слейтером |
| 2011 | Первый мститель                       | Джо Джонстон                 | Нет        | Да          | Нет                  | Соавтор песни «Star Spangled Man», вместе с Дэвидом Зиппелем |
| 2011 | Джок                                  | Дункан МакНили               | Нет        | Да          | Нет                  | Соавтор песни «Howling at the moon» |
| 2012 | Белоснежка: Месть гномов              | Тарсем Сингх                 | Да         | Нет         | Нет                  | |
| 2016 | Полный расколбас                      | Грег Тирнан Конрад Вернон    | Да         | Да          | Нет                  | Сокомпозитор с Кристофером Леннерцем; Соавтор песни «The Great Beyond», вместе с Гленном Слейтером, Кайлом Хантером, Ариэлем Шаффиром, Сетом Рогеном и Эваном Голдбергом |
| 2016 | Aria for a Cow                        | Nikitha Mannam Amos Sussigan | Да         | Да          | Нет                  | Короткометражный фильм; Соавтор песни «Aria» с Ховардом Эшманом |
| 2017 | Красавица и Чудовище                  | Билл Кондон                  | Да         | Да          | Нет                  | Возврат к композиции из мультфильма 1991 года Соавтор оригинальных песен с Ховардом Эшманом; Соавтор новых песен с Тимом Райсом                                          |
| 2018 | Ральф против интернета                | Рич Мур Фил Джонстон         | Нет        | Да          | Нет                  | Соавтор песен «In This Place» и «A Place Called Slaughter Race», вместе с Филом Джонстоном и Томом МакДугаллом                                                           |
| 2018 | Холмс & Ватсон                        | Итан Коэн                    | Нет        | Да          | Нет                  | Соавтор песни «Strange Sensation», вместе с Гленном Слейтером |
| 2018 | Ховард                                | Дон Хан                      | Да         | Нет         | Нет                  | Документальный фильм Оригинальный фильм Disney+ Ограниченный тираж в 2018 году; официальный релиз в 2020 году                                                            |
| 2019 | Аладдин                               | Гай Ричи                     | Да         | Да          | Нет                  | Возврат к композиции из мультфильма 1992 года Соавтор оригинальных песен с Ховардом Эшманом и Тимом Райсом; Соавтор новых песен с Бенджом Пасеком и Джастином Полом      |
| 2022 | Зачарованная 2                        | Адам Шенкман                 | Да         | Да          | Нет                  | Возврат к композиции из фильма 2007 года Соавтор песен с Стивеном Шварцом Оригинальный фильм Disney+                                                                     |
| 2023 | Русалочка                             | Роб Маршалл                  | Да         | Да          | Нет                  | Возврат к композиции из мультфильма 1989 года Соавтор оригинальных песен с Ховардом Эшманом; Соавтор новых песен с Лин-Мануэлем Мирандой                                 |

### Телевидение
| Год       | Название                              | Работа     | Работа      | Работа               | Работа                  | Заметки |
| Год       | Название                              | Композитор | Автор песен | Музыкальный продюсер | Исполнительный продюсер | Заметки |
| --------- | ------------------------------------- | ---------- | ----------- | -------------------- | ----------------------- | --- |
| 1989-1990 | Улица Сезам                           | Нет        | Да          | Нет                  | Нет                     | Автор песен «Grouchelot», «What is Friend?», «It’s Gonna Get Dirty Again», «Snuffle Friends», «Martian Family (Yip Yip Song)», и «Todos un Pueblo»                                                                            |
| 1989      | Полли                                 | Нет        | Да          | Нет                  | Нет                     | Телефильм Автор песни «By Your Side» |
| 1990      | Герои мультфильмов приходят на помощь | Нет        | Да          | Нет                  | Нет                     | Спецфильм Автор песни «Wonderful Ways to Say No» |
| 1992      | Линкольн                              | Да         | Нет         | Нет                  | Нет                     | Телефильм |
| 2004      | Рождественская песнь                  | Да         | Да          | Нет                  | Нет                     | Телефильм |
| 2013      | Соседи                                | Нет        | Да          | Нет                  | Нет                     | Эпизод: «Sing Like a Larry Bird» Автор песен «More or Less The Kind of Thing You May or May Not Possibly See on Broadway», «Giselle» и «More or Less The Kind of Thing You May or May Not Possibly See on Broadway» (Реприза) |
| 2015-2016 | Галавант                              | Да         | Да          | Да                   | Да                      | Составил полный саундтрек с Кристофером Леннерцем |
| 2017-2020 | Рапунцель: Новая история              | Да         | Да          | Нет                  | Нет                     | Составил полный саундтрек с Кевином Клишем |
| 2019      | Русалочка в прямом эфире!             | Да         | Да          | Нет                  | Нет                     | Спецфильм |
| 2020      | Центральный парк                      | Нет        | Да          | Нет                  | Нет                     | Эпизод: «Dog Spray Afternoon» Автор песни «Spoiler Alert» |

## Мюзиклы
- Уважаемый достойный редактор[англ.] (Офф-Бродвей, c.1974)
 Либретто Джуди Менкен
 Основан на письмах редактору еврейско-американской газеты Daily Jewish Forward
- Дай вам Бог здоровья, мистер Розуотер[англ.] (Офф-Бродвей, 1979)
Слова Ховарда Эшмана
 Основан на романе 1965 года Курта Воннегута
- Магазинчик ужасов[англ.] (Офф-Бродвей, 1982; Вест-Энд, 1983; Бродвей, 2003)
Слова Эшмана
 Основан на фильме 1960 года
- Weird Romance (Офф-Бродвей, 1992)[33]
Слова Дэвида Спенсера
 Два одноактных мюзикла: Основан на «Her Pilgrim Soul[англ.]» и «The Girl Who Was Plugged In[англ.]»
- Красавица и Чудовище (Бродвей, 1994; Вест-Энд, 1997)
Слова Эшмана и Тима Райса
 Основан на мультфильме Disney 1991 года
- Рождественская песнь[англ.] (Madison Square Garden, 1994—2003)
Слова Линн Аренс[англ.]
 Многолетний праздничный мюзикл основанный на повести Чарльза Диккенса 1843 года
- Царь Давид[англ.] (Бродвей, 1997)
Слова Райса
 Основан на библейских книгах Самуила, 1 Хроника и Псалмы
- Der Glöckner von Notre Dame[англ.] (Berlin, 1999)
Слова Стивена Шварца
 Основан на мультфильме Disney 1996 года и романа Виктора Гюго 1831 года
- Русалочка (Бродвей, 2008)
Слова Эшмана и Гленна Слейтера
 Основан на мультфильме Disney 1989 года
- Действуй, сестра (Вест-Энд, 2009; Бродвей, 2011)
Слова Слейтера
 Основан на комедийном фильме 1992 года
- Сила веры[англ.] (Бродвей, 2012)
Слова Слейтера
 Основан на фильме 1992 года
- Продавцы новостей[англ.] (Paper Mill Playhouse, 2011; Бродвей, 2012)
Слова Джека Фельдмана[англ.]
 Основан на фильме 1992 года
- Аладдин (Seattle, 2011; Бродвей, 2014)
Слова Эшмана, Райса и Чада Беглина[англ.]
 Основан на мультфильме Disney 1992 года
- Горбун из Нотр-Дама[англ.] (La Jolla Playhouse, 2014)
Слова Шварца
 Основан на мультфильме Disney 1996 года и романа Виктора Гюго 1831 года
- Ученичество Дадди Крэвица[англ.] (Montreal, 2015)
Слова Спенсера
 Основан на романе 1959 года Мордехая Рихлера
- Бронксская повесть[англ.] (Бродвей, 2016)
Слова Слейтера
 Основан на автобиографической сольной пьесе Чезза Палминтери[77]
- Геркулес[англ.] (Central Park, 2019)[78]
Слова Дэвида Зиппеля
 Основан на мультфильме Disney 1997 года

### Другое
- Aladdin Jr.[англ.] — 1-й акт, 7-ми сценный мюзикл адаптирован из мультфильма Аладдин 1992 года
- Beauty and the Beast Live on Stage[англ.] — Театрализованное шоу в Disney's Hollywood Studios[англ.], Диснейуорлд
- Disney's Aladdin: A Musical Spectacular[англ.] — Театрализованное шоу в Disney California Adventure Park[англ.]
- Горбун из Нотр-Дама — Театрализованное шоу в Disney's MGM Studios[англ.], Диснейуорлд
- The Little Mermaid: Ariel's Undersea Adventure — Aттракцион в Disney California Adventure Park
- Sindbad's Storybook Voyage[англ.] с участием песни «Compass of Your Heart» — Aттракцион в Tokyo DisneySea[англ.], Tokyo Disney Resort[англ.]
- Музыкальное видео канала YouTube Гильдии драматургов Америки[англ.] с участием песни «Someone Wrote That Song»
- Tangled: The Musical — Театрализованное шоу на Disney Cruise Line[англ.] (с ноября 2015 года)
- Официальная музыкальная тема Dubai Parks and Resorts[англ.] «All the Wonders of the Universe» (открытие в октябре 2016 года)
- Празднование Дня независимости Бостона в 2017 году с участием песни «The Sum of Us» для солиста, хора и оркестра

## Награды
Алан Менкен получил восемь премий Оскар (и одиннадцать номинаций), одиннадцать премий Грэмми (и двенадцать номинаций), одну премию Тони (и четыре номинации) и одну дневную премию Эмми. Он также получил семь премий Золотой глобус (и девять номинаций), одну премию Драма Деск (и пять номинаций) и три премии Outer Critics Awards.
Он стал легендой Диснея в 2002 году и был лауреатом Премии Ричарда Кирка за карьерные достижения в 1998 году, Премии Фредди Дж. за музыкальное мастерство в 2013 году и премию Оскара Хаммерштейна в 2013 году, среди других.
Американский институт киноискусства включил заглавную песню из фильма «Красавица и Чудовище» в список «100 лучших песен из американских фильмов за 100 лет по версии AFI». Были номинированы ещё пять песен из его диснеевских фильмов:
- «Under the Sea» из «Русалочки» (1989)
- «Be Our Guest» из «Красавицы и Чудовища» (1991)
- «Belle» из «Красавицы и Чудовища» (1991)
- «A Whole New World» из «Аладдина» (1992)
- «Friend Like Me» из «Аладдина» (1992)

В 2006 году AFI внесло в список 25 лучших фильмов-мюзиклов, с «Красавицей и Чудовищем» (1991) занявшим 22-е место. Это единственный музыкальный анимационный фильм в списке. Четыре его других фильмов-мюзиклов также были номинированы:
- «Магазинчик ужасов» (1986)
- «Русалочка» (1989)
- «Аладдин» (1992)
- «Горбун из Нотр-Дама» (1996)

В 2019 году Менкен, наконец, принял Премию Золотая малина за «Худшую оригинальную песню», которую он выиграл на 13-й церемонии вручения премии «Золотая малина» (1993) за «High Times, Hard Times» из «Продавцов новостей» (1992), став первым человеком, получившим премии Золотую малину и Оскар в том же году. Менкен написал музыку для песни и разделил награду с лириком Джеком Фельдманом.
В 2020 году Менкен достиг статуса ЭГОТ, когда он выиграл дневную премию «Эмми» за «лучшую оригинальную песню в детской, молодёжной или анимационной программе» за соавторство в написании песни «Waiting in the Wings» для «Рапунцель: Новая история».